# ヴィレッジ・ヴァンガード
ヴィレッジ・ヴァンガード (Village Vanguard) は、アメリカ合衆国ニューヨーク市マンハッタン区グリニッジ・ヴィレッジに所在するジャズクラブ。初代オーナーはマックス・ゴードン。住所は7番街 178番地。
1935年に開店した当初は前衛芸術家の発表の拠点だったが、1940年代後半からジャズのライブを行うようになり、ジャズ界の名門クラブとして知られるようになった。1957年11月3日、ソニー・ロリンズがここで『ヴィレッジ・ヴァンガードの夜』を録音し、以後ビル・エヴァンスやジョン・コルトレーンなど著名なジャズ・アーティスト多数が、優れたライブ録音を残した。
1989年にマックスが他界してからは、妻のロレイン・ゴードンが経営を引き継ぐ。